# Deranged
Deranged is een Amerikaanse horrorfilm uit 1974.

## Rolverdeling
| Acteur            | Personage |
| ----------------- | --------- |
| Roberts Blossom   |           |
| Rory Calhoun      |           |
| Nina Axelrod      |           |
| John Ratzenberger |           |
| Wolfman Jack      |           |
| Nancy Parsons     |           |
| Leslie Carlson    |           |
| Cosette Lee       |           |